# 威廉·索伯恩
威廉·索伯恩（英語：William Thoburn，1906年12月3日—1997年6月20日），加拿大男子赛艇运动员。他曾代表加拿大参加1932年夏季奥林匹克运动会赛艇比赛，获得男子八人单桨有舵手铜牌。